# V arrondissement di Parigi
Il V arrondissement di Parigi comprende la zona centrale della città sulla rive gauche, in corrispondenza del quartiere latino. Confina a nord con la Senna ed il IV arrondissement, ad ovest col VI arrondissement e a sud col XIV e XIII arrondissement.

## Storia

### Epoca romana
Il V arrondissement è il più antico della città, con i primi insediamenti che risalgono all'epoca romana, con la città di Lutetia, fondata nel I secolo a.C. e comprendente anche l'île de la Cité. La città romana si sviluppò allora intorno al cardo maximus, asse nord-sud che si ritrova in tutte le città romane, attuale rue Saint-Jacques, secondo uno schema urbanistico costituito da vie perpendicolari. Il centro della città è fissato all'altezza dei numeri 172 e 174 della rue Saint-Jacques, quindi sulla sommità della montagne Sainte-Geneviève. Il decumanus, principale asse est-ovest, non ha un tracciato certo a Parigi.
Il foro della città si trovava nel I secolo nell'attuale area di rue Soufflot, tra il Boulevard Saint-Michel e la rue Saint-Jacques. Allora questo foro si estendeva approssimativamente dalla rue Cujas alla rue Malebranche.
La città antica comprendeva anche delle terme all'angolo di boulevard Saint-Michel con boulevard Saint-Germain, come pure in prossimità dell'attuale Collège de France. Ad est della città, il fiume Bièvre circondava la montagna Sainte-Geneviève per gettarsi nella Senna all'altezza del Petit-Pont.
Le costruzioni romane si estendevano a sud fino all'attuale rue du Val-de-Grâce, e a est fino a rue du Pot-de-Fer.

### Epoca medievale e moderna
La montagna Sainte-Geneviève deve il suo nome ad una leggenda secondo la quale una giovane di Nanterre avrebbe, dall'alto di questa collina, arringato la folla terrorizzata dall'approssimarsi degli Unni. La preghiera comune guidata dalla giovane avrebbe risparmiato la città da un saccheggio. Sulla sommità della montagna, nella chiesa Saint-Étienne-du-Mont, si trova la teca dove sarebbero conservati i resti di Santa Genoveffa. Nell'area dell'attuale lycée Henri-IV si erano stabiliti dei religiosi detti «genoveffani» in riferimento al nome della loro abbazia. Clovis, secondo la tradizione, sarebbe stato sepolto qui.
La riva sinistra di Parigi fu completamente distrutta nell'885 dai Normanni. La città venne ricostruita nell'XI secolo. Nel XII secolo, la cinta di Filippo Augusto si situava all'altezza della rue des Fossés-Saint-Jacques, della rue de l'Estrapade, della rue Descartes, della rue du Cardinal-Lemoine e della rue des Fossés-Saint-Bernard. Le porte principali si trovavano nell'area dell'attuale boulevard Saint-Michel, la porta Saint-Jacques (rue Saint-Jacques) ed esattamente a nord della place de la Contrescarpe. Al di là, seguendo il tracciato di un'antica via romana, sulle rive del fiume Bièvre si estendeva il borgo Saint-Médard ancora oggi visibile con la sua chiesa e il faubourg Saint-Marceau costruito su un'estesa necropoli gallo-romana nella quale era stata conservata la tomba di san Marcello (nono vescovo di Parigi) attualmente rue de la Collégiale, boulevard Saint-Marcel e rue des Fossés-Saint-Marcel.
La città iniziò a estendersi al di là della Senna solo a partire dall'epoca moderna. I differenti «istituti» dell'Università di Parigi si trovavano in questa zona e diedero origine al nome «Quartiere Latino» (poiché gli studenti parlavano latino anche nella vita quotidiana). Il collegio, in seguito chiamato la «Sorbona», fu fondato da Robert de Sorbon nel 1257.
In epoca medievale, il quartiere frequentato da studenti attaccabrighe, squattrinati e avvinazzati, era conosciuto per essere rumoroso e assai malfamato.
L'edificio dell'attuale Panthéon fu eretto nel XVIII secolo come chiesa, in sostituzione di quella semidistrutta dell'abbazia di Santa Genoveffa. Sconsacrato durante la Rivoluzione, accoglie i resti dei «Grandi Uomini» come indica l'iscrizione sul frontone: «Aux Grands Hommes, la Patrie reconnaissante» («Ai Grandi Uomini, la Patria riconoscente»)

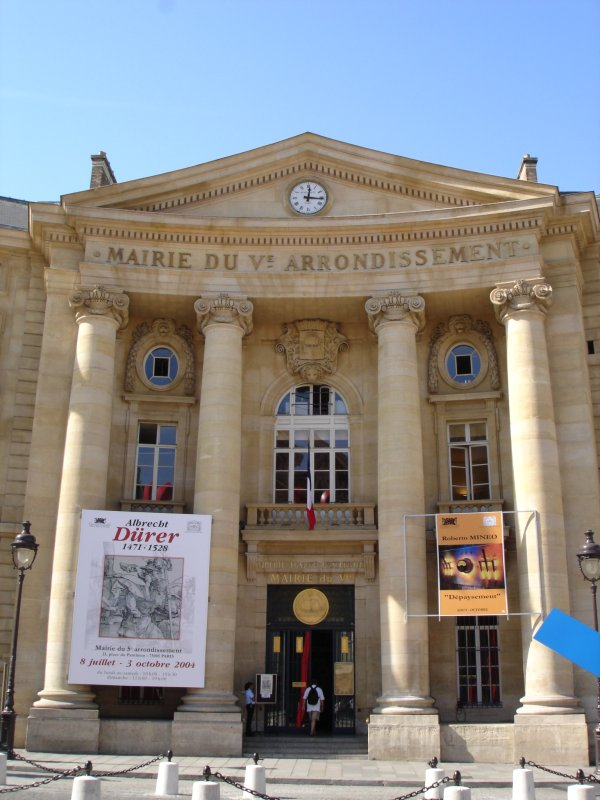
Facciata del comune del V arrondissement

### L'arrondissementoggi
Numerose correnti rivoluzionarie presero il loro nome dai luoghi di riunione scelti nel quartiere: i cordiglieri (nel VI arrondissement) e i giacobini che si riunivano nell'antica abbazia di Saint-Jacques.
Nel XIX secolo, il fondo dell'immensa biblioteca dei Genoveffani costituì il fondo di partenza della biblioteca universitaria Santa Genoveffa, mentre gli edifici dell'abbazia accoglieranno un liceo che prenderà poi il nome di Liceo Henri IV.
Nel maggio 1968, il Quartiere Latino fu al centro della rivolta studentesca, con l'occupazione della Sorbona. Le barricate più note sono rimaste quelle della rue Gay-Lussac dove si era riunito il maggior numero di manifestanti e furono anche la più colpite. Durante gli anni 1970, degli scontri più o meno violenti ebbero luogo a più riprese nel quartiere tra giovani d'estrema sinistra e la polizia. Il 27 maggio 1970, la Gauche prolétarienne organizzò una sommossa in occasione del processo di Jean-Pierre Le Dantec, direttore de La Cause du peuple. Il 21 giugno 1973, la Ligue communiste attaccò il meeting organizzato da Ordre nouveau, movimento d'estrema destra, alla Mutualité. Il 13 maggio 1980, un autonomo morì sul campus de Jussieu mentre cercava di sfuggire alla polizia.
Dopo il 1977, dei cattolici tradizionalisti della Fraternità San Pio X occuparono la chiesa di Saint-Nicolas-du-Chardonnet (square de la Mutualité). Nel 1981, una cerimonia ufficiale si tenne al Panthéon per celebrare l'elezione di François Mitterrand alla presidenza della repubblica. Nel novembre 1955, uno scontro divampò nei pressi del campus de Jussieu durante lo sciopero dei funzionari. Nel 1998, l'École normale supérieure della rue d'Ulm venne occupata dal Mouvement des chômeurs (Movimento dei disoccupati).
Oggi, il V arrondissement è innanzitutto un quartiere universitario e intellettuale (sono infatti numerose le librerie, come la Shakespeare and Company), ma è anche un quartiere molto turistico (molto alta è, in effetti, la concentrazione di ristoranti fra la Senna, il boulevard Saint-Germain, il boulevard Saint-Michel e la rue Saint-Jacques). È anche un quartiere animato la sera (numerosi pub in rue Mouffetard e rue Descartes).

## Dati

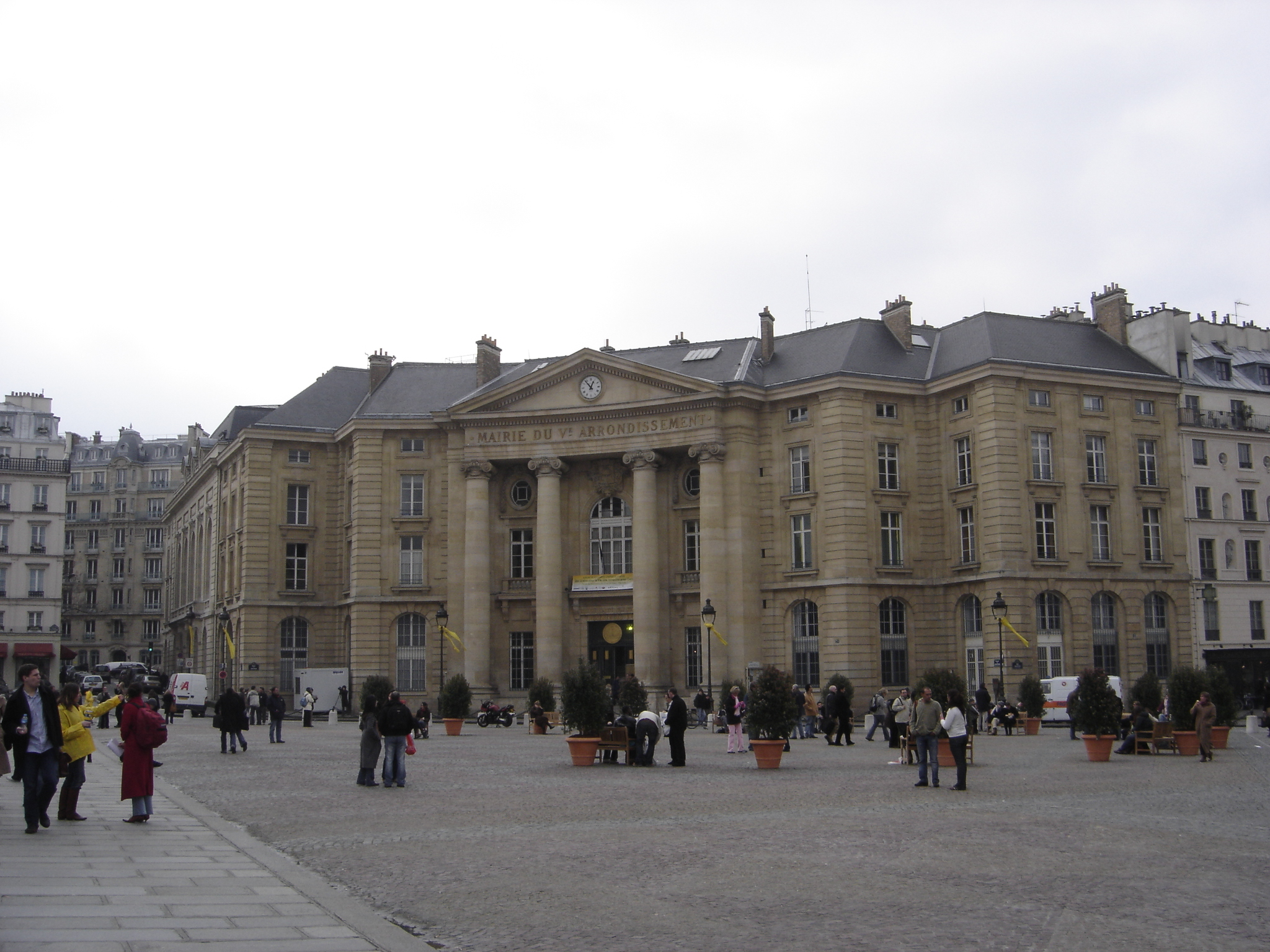
Il municipio

| Anno                        | Abitanti | Densità di popolazione (ab./km2) |
| --------------------------- | -------- | -------------------------------- |
| 1911 (picco di popolazione) | 121 378  | 47 768                           |
| 1962                        | 96 031   | 37 793                           |
| 1968                        | 83 721   | 32 948                           |
| 1975                        | 67 668   | 26 630                           |
| 1982                        | 62 173   | 24 468                           |
| 1990                        | 61 222   | 24 094                           |
| 1999                        | 58 849   | 23 160                           |
| 2006                        | 61 475   | 24 203                           |

## Politica
Il V arrondissement è un quartiere conservatore ed intellettuale (molti universitari, giornalisti e scrittori abitano nel quartiere).
Nel 1956, il deputato dell'arrondissement quartiere latino è Jean-Marie Le Pen (Union et fraternité française), rieletto nel 1958 con il Centre national des indépendants e battuto nel 1962 da René Capitant (UNR). Dopo il 1968 il deputato dell'attuale seconda circoscrizione di Parigi (che comprende il V arrondissement e la parte sud del VI arrondissement dopo il 1986) è Jean Tiberi (UDR, poi RPR dal 1977 e UMP dal 2002).
L'arrondissement fu anche la circoscrizione di elezione di Jacques Chirac nelle elezioni municipali negli anni 1977, 1983 e 1989.

## Istituzioni pubbliche
- Biblioteca Santa Genoveffa
- Collège international de philosophie
- Campus di Jussieu (università Paris VI e Paris VII e IPGP)
- Collège des Bernardins

- Collège de France
- Collège Sainte-Barbe
- École nationale des chartes (ENC)
- École normale supérieure

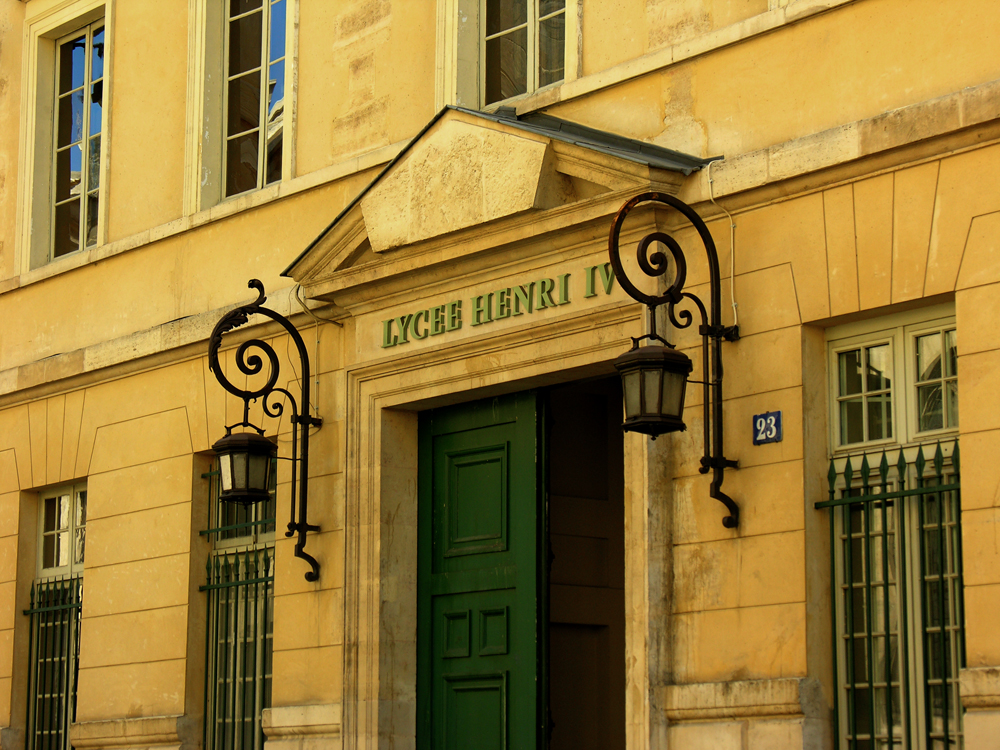
La mitica entrata di rue Clovis, porta d'ingresso del lycée Henri-IV

- École polytechnique (edifici storici, parzialmente occupati dal ministero della Ricerca, il campus si è trasferito a Palaiseau)
- École nationale supérieure des arts décoratifs (ENSAD)
- École supérieure de physique et de chimie industrielles de la ville de Paris (ESPCI)
- Uno dei siti di AgroParisTech anticamente Institut national agronomique Paris-Grignon (INA P-G)
- Institut national des jeunes sourds
- Lycée Henri-IV
- Lycée Louis-le-Grand
- Ministero dell'istruzione superiore e della ricerca (in particolare nei vecchi edifici dell'École polytechnique)
- Schola Cantorum
- Paris I: Panthéon Sorbonne
- Paris III: Sorbonne Nouvelle
- Sorbonne Université
- Università Paris-Cité

## Principali monumenti
- Edifici religiosi:
  - Chiesa Saint-Étienne-du-Mont
  - Chiesa di Saint-Séverin
  - Chiesa di Saint-Jacques-du-Haut-Pas
  - Chiesa di San Medardo
  - Chiesa di Saint-Julien-le-Pauvre
  - Chiesa di Saint-Nicolas-du-Chardonnet
  - Chiesa di Val-de-Grâce (annessa all'ospedale)
  - Moschea di Parigi
- Monumenti civili:
  - Arene di Lutezia
  - Hôpital d'instruction des armées du Val-de-Grâce
  - Hôtel de Cluny
  - Hôtel de Miramion
  - Institut de France
  - Lycée Louis-le-Grand
  - Lycée Henri-IV (Vestigia dell'Abbazia di Sainte-Geneviève)
  - Panthéon di Parigi
  - La Sorbona
  - Terme di Lutezia
- Musei e istituzioni culturali:
  - Centro culturale irlandese di Parigi
  - Grande galleria dell'evoluzione
  - Istituto del mondo arabo
  - Museo dell'Assistenza Pubblica-Ospedali di Parigi
  - Museo nazionale del Medioevo – Terme e Hôtel de Cluny
  - Museo nazionale di storia naturale di Francia
  - Teatro de la Huchette
- Parchi e giardini:
  - Jardin des Plantes

## Strade principali
- rue des Anglais

- rue des Arènes
- square des Arènes de Lutèce
- rue des Bernardins
- rue Boutebrie
- rue Broca
- rue Buffon
- rue du Cardinal-Lemoine
- rue des Carmes
- rue Censier
- rue du Chat-qui-Pêche
- rue Claude-Bernard
- rue de la Clef
- rue Clovis
- rue Cochin
- place de la Contrescarpe
- rue Cujas
- rue Dante
- rue de l'Estrapade
- rue de Lanneau
- rue Descartes
- rue des Écoles
- rue du Fer-à-Moulin
- rue des Feuillantines
- rue des Fossés-Saint-Bernard
- rue des Fossés-Saint-Jacques
- avenue des Gobelins
- rue Gay-Lussac
- rue Geoffroy-Saint-Hilaire
- rue de la Harpe
- rue de la Huchette
- rue Jussieu
- rue Laplace
- rue Lacépède
- rue Lagrange
- rue Lhomond
- rue Linné
- rue Malebranche
- rue Monge

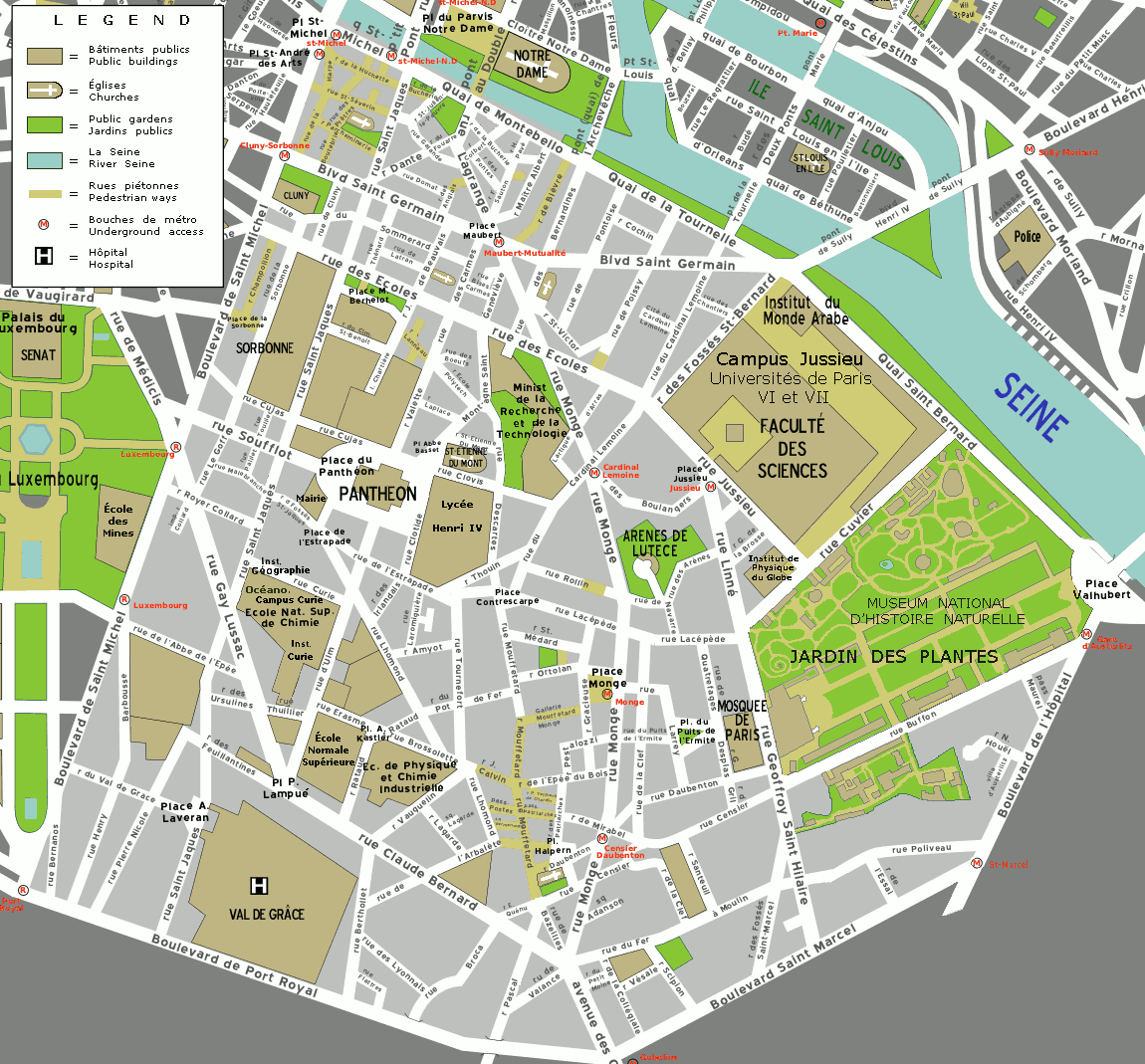
Mappa dell'arrondissement

- rue de la Montagne-Sainte-Geneviève
- rue Mouffetard
- place du Panthéon
- rue Pierre-et-Marie-Curie
- rue Poliveau
- rue du Pot-de-Fer
- rue des Prêtres-Saint-Séverin
- Boulevard Saint-Germain
- rue Saint-Jacques
- Boulevard Saint-Michel
- rue Saint-Séverin
- rue de la Sorbonne
- rue Soufflot
- rue Thouin
- rue d'Ulm
- rue Valette
- rue Xavier-Privas

## Quartieri
- Quartier Saint-Victor
- Quartier du Jardin-des-Plantes
- Quartier du Val-de-Grâce
- Quartier de la Sorbonne